# Prosternodes cinnamipennis
Prosternodes cinnamipennis là một loài bọ cánh cứng trong họ Cerambycidae.